# (4769) Castalie
Pour les articles homonymes, voir Castalie (homonymie) et Castalia.
(4769) Castalie (désignation internationale (4769) Castalia ; désignation provisoire 1989 PB) est le premier astéroïde dont on a obtenu une image radar. Il a été découvert par Eleanor F. Helin le 9 août 1989 sur des plaques photographiques prises à l'observatoire Palomar. Cet astéroïde géocroiseur, aréocroiseur et cythérocroiseur doit son nom à une nymphe de la mythologie grecque, Castalie.

## Informations générales
L'orbite de Castalia l'a amené à moins de 11 fois la distance Terre-Lune de la Terre. Cette proximité a permis à Scott Hudson (en) de l'Université d'État de Washington) et à Steven J. Ostro (en) du JPL de le scanner à l'aide d'un radar à partir de l'observatoire d'Arecibo. Les données obtenues ont permis aux astronomes de concevoir un modèle tridimensionnel de l'astéroïde.
Castalia est en forme de cacahuète, avec deux parties de 800 mètres de diamètre liées par leur gravité mutuelle. Plus tard, les mesures radar d'autres astéroïdes ont montré que cet arrangement « binaire de contact » était commun.

## Nom
L'astéroïde a été nommé d'après Castalie, une naïade.